# Asplenium sandersonii
Asplenium sandersonii là một loài dương xỉ trong họ Aspleniaceae. Loài này được Hook. mô tả khoa học đầu tiên năm 1860.